# Takao Ōishi
Takao Ōishi (jap. 大石 隆夫, Ōishi Takao; * 25. Mai 1964 in der Präfektur Shizuoka) ist ein ehemaliger japanischer Fußballspieler.

## Karriere
Ōishi erlernte das Fußballspielen in der Schulmannschaft der Shimizu Higashi High School und der Universitätsmannschaft der Kokushikan-Universität. Seinen ersten Vertrag unterschrieb er 1987 bei Yamaha Motors (heute: Júbilo Iwata). Der Verein spielte in der höchsten Liga des Landes, der Japan Soccer League. Mit dem Verein wurde er 1987/88 japanischer Meister. 1989 erreichte er das Finale des JSL Cup und des Kaiserpokals. 1993 wurde er mit dem Verein Vizemeister der Japan Football League und stieg in die J1 League auf. Für den Verein absolvierte er 157 Spiele. Ende 1995 beendete er seine Karriere als Fußballspieler.

## Erfolge
Yamaha Motors/Júbilo Iwata
- Japan Soccer League

Meister: 1987/88
- JSL Cup

Finalist: 1989
- J.League Cup

Finalist: 1994
- Kaiserpokal

Finalist: 1989